# Krzemieniec (miasto)
Krzemieniec (ukr. Кременець, Kremeneć) – miasto na Ukrainie, w obwodzie tarnopolskim, siedziba rejonu krzemienieckiego, u podnóża Gór Krzemienieckich. W 2024 roku liczyło ok. 20 tys. mieszkańców.

## Historia
- 1227 – pierwsza wzmianka o Krzemieńcu; Latopis Halicko-Wołyński[3] wzmiankuje, że książę halicko-wołyński Mścisław II Udały rozbił w 1226 pod grodem wojska króla Węgier Andrzeja II
- 1240 – krzemieniecki zamek oparł się Mongołom Batu-chana[4] jako jedyny na Rusi Halicko-Włodzimierskiej
- 1366 – obsadzenie przez Kazimierza Wielkiego zamku krzemienieckiego załogą i urzędnikami polskimi[4], Kazimierz Wielki przekazuje gród Jerzemu Narymuntowiczowi w lenno
- 1370 – po śmierci Kazimierza Wielkiego Ludwik Węgierski usuwa Jerzego Narymuntowicza i podporządkowuje gród Królestwu Węgier
- 1382 – po podziale księstwa halicko-włodzimierskiego od 1382 w granicach Wielkiego Księstwa Litewskiego[3], wykupiony od starosty węgierskiego przez księcia Lubarta
- 1431 – Świdrygiełło nadał Krzemieńcowi prawo magdeburskie[4]. Siedziba starostwa krzemienieckiego ziemi wołyńskiej Wielkiego Księstwa Litewskiego
- W pierwszej połowie XVI wraz ze starostwem w oprawie królowej Bony. Przebudowa zamku na górze zamkowej, zwanej odtąd Górą Bony
- 26 maja 1569, tuż przed unią lubelską, przywilejem Zygmunta Augusta wraz z ziemią wołyńską formalnie wcielony do Korony, odtąd do III rozbioru Polski siedziba starostwa krzemienieckiego województwa wołyńskiego[5], sądów szlacheckich: ziemskiego i grodzkiego[6], ponadto miasto królewskie, tj. zlokalizowane na gruntach należących do króla[7]
- październik 1648, w czasie powstania Chmielnickiego sześciotygodniowe oblężenie zamku i jego zburzenie przez wojska kozackie pod dowództwem Maksyma Krzywonosa.
- 1795 – po III rozbiorze wszedł w skład guberni wołyńskiej Imperium Rosyjskiego, siedziba powiatu krzemienieckiego
- 1 października?/13 października 1805 – powstało Liceum Krzemienieckie założone przez Tadeusza Czackiego[8][9]
- 1832 – Car Mikołaj I w ramach represji po stłumieniu powstania listopadowego skasował Liceum Krzemienieckie, a jego zbiory i bibliotekę przeniósł do Kijowa, gdzie przekazał je nowo utworzonemu Uniwersytetowi Kijowskiemu.
- W czasie I wojny światowej od 1915 na bezpośrednim zapleczu frontu rosyjskiego. Po przewrocie bolszewickim od 22 stycznia 1918 do czerwca 1919 pod władzą Ukraińskiej Republiki Ludowej (URL), Hetmanatu i ponownie URL. Jednocześnie od traktatu brzeskiego z 9 lutego 1918 do stycznia 1919[10] pod okupacją armii niemieckiej. W czerwcu 1919 zajęty przez Wojsko Polskie, w czasie wojny polsko-bolszewickiej w lipcu – wrześniu 1920 zajmowany przez Armię Czerwoną, odbity po kontrofensywie polskiej
- W latach 1921[11]–1945 miasto znajdowało się w granicach II Rzeczypospolitej. Było siedzibą powiatu krzemienieckiego w województwie wołyńskim. We wsi Białokrynica k. Krzemieńca stacjonował 12 Pułk Ułanów Podolskich[12]. Według drugiego spisu powszechnego w 1931 Krzemieniec zamieszkiwało 19 877 osób, z czego 8428 stanowili Ukraińcy, 6904 Żydzi, 3108 Polacy i 883 Rosjanie[13].

- W okresie II RP z inicjatywy miejscowego nauczyciela Liceum Krzemienieckiego Ludwika Gronowskiego powstała Wołyńska Szkoła Szybowcowa słynna w całej Polsce. Tutaj kurs szybowcowy odbywała m.in. córka marszałka Józefa Piłsudskiego – Jadwiga Piłsudska.
- W dniach 8-14 września 1939 w mieście kwaterował min. Józef Beck oraz korpus dyplomatyczny, ewakuowany z Warszawy. Miasto było bombardowane przez samoloty niemieckie[14].
- Od 17 września 1939 do 2 lipca 1941 Krzemieniec pod okupacją ZSRR w konsekwencji agresji ZSRR na Polskę i paktu Ribbentrop-Mołotow. 1 listopada 1939 jednostronnie anektowany przez ZSRR. Od 3 lipca 1941 do 19 marca 1944 pod okupacją III Rzeszy w konsekwencji ataku Niemiec na ZSRR, od 19 marca 1944 do 16 sierpnia 1945 ponownie pod okupacją sowiecką. Po konferencji jałtańskiej (4–11 lutego 1945), wyłoniony w konsekwencji jej ustaleń Tymczasowy Rząd Jedności Narodowej podpisał 16 sierpnia 1945 umowę z ZSRR, uznając nieco zmodyfikowaną linię Curzona za wschodnią granicę Polski, na podstawie porozumienia o granicy zawartego pomiędzy PKWN i rządem ZSRR 27 lipca 1944. W konsekwencji umowy Krzemieniec wraz z województwem wołyńskim włączono do Ukraińskiej Socjalistycznej Republiki Radzieckiej.
  - 3 lipca 1941 r., dzień po zajęciu Krzemieńca przez Wehrmacht, w mieście doszło do antysemickiego pogromu dokonanego przez nacjonalistów ukraińskich, w którym zginęło co najmniej 130[15], a według niektórych źródeł nawet od 300 do 500 Żydów[16]. Pretekstem do pogromu było wymordowanie przez NKWD w więzieniu w Krzemieńcu około 100–150 więźniów (głównie Ukraińców, lecz także Polaków) tuż przed wycofaniem się Sowietów z miasta[15][17].
  - 28 lipca 1941 r. Niemcy, na podstawie listy ułożonej przez nacjonalistów ukraińskich, aresztowali przedstawicieli inteligencji polskiej z Krzemieńca, głównie nauczycieli Liceum Krzemienieckiego. W dniach 28–30 lipca 1941 r. 30 z tych osób zostało przez Niemców rozstrzelanych pod Górą Krzyżową[17].
  - 1 marca 1942 r. Niemcy utworzyli w Krzemieńcu getto dla ludności żydowskiej. W sierpniu 1942 roku getto zostało „zlikwidowane” przez Sicherheitsdienst, niemiecką żandarmerię i złożony z Ukraińców Schutzmannschaft. Żydów w liczbie ok. 8 tys. rozstrzeliwano w rejonie dawnej fabryki tytoniowej i wrzucano do dołów i rowów[18]. W celu wygonienia Żydów z kryjówek getto zostało podpalone[19]. Trwający kilka dni pożar zniszczył zabytkowe centrum miasta[20].
- 1945–1991 – w składzie Ukraińskiej SRR
- W 1989 liczyło 24 570 mieszkańców[21].
- od 1991 miasto należy do Ukrainy
- w 2002 otwarto w Krzemieńcu Muzeum Juliusza Słowackiego. Remont budynku przeznaczonego pod muzeum trwał dwa lata. Polska na ten cel przeznaczyła milion dolarów[22].
- W 2013 liczyło 21 729 mieszkańców[23].

## Zabytki
- zamek w Krzemieńcu
- zespół klasztorny oo. jezuitów

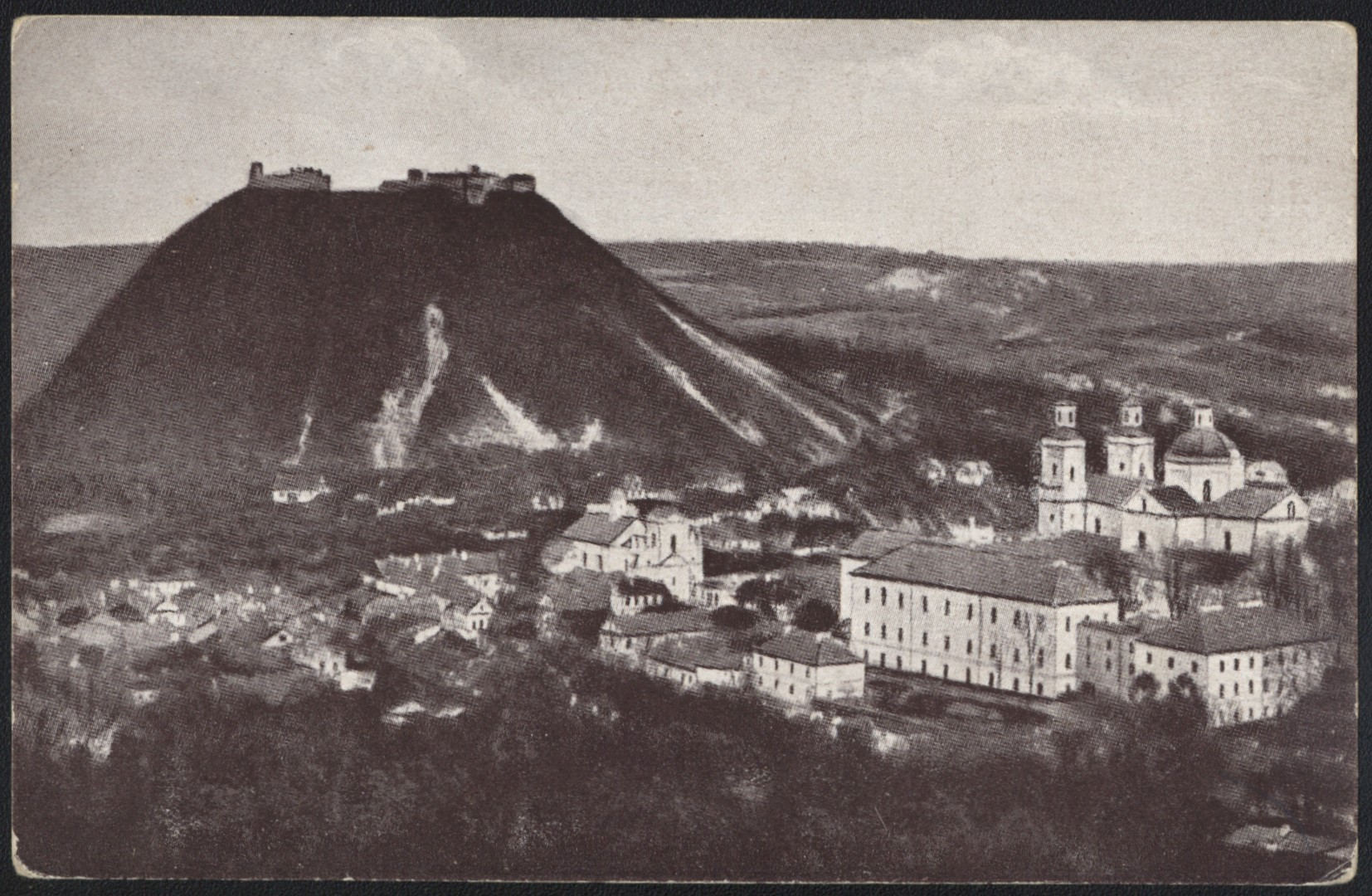
Góra "Bona" i seminarium duchowne, pocztówka (1910-1914)

  - klasztor jezuitów – Liceum Krzemienieckie jest najbardziej charakterystyczną budowlą Krzemieńca, która powstała w latach 1731–1753[25] według projektu architekta – jezuity Pawła Giżyckiego z fundacji książąt Wiśniowieckich.
  - kościół pw. św. Ignacego Loyoli i św. Stanisława. Po kasacie zakonu jezuitów w 1773 r. kościół zamieniono w parafialny, a następnie w 1832 roku w cerkiew prawosławną[26], kiedy to został odebrany katolikom, którzy odzyskali go w 1920 roku w czasach II Rzeczypospolitej. Po wojnie budowla używana była jako sala sportowa, a później jako skład mebli[27]. Po upadku ZSRR kościół zamieniono na cerkiew Przemienienia Pańskiego należącą do Ukraińskiego Autokefalicznego Kościoła Prawosławnego[27][28], która po soborze zjednoczeniowym w 2018 przeszła na własność Kościoła Prawosławnego Ukrainy.
- rzymskokatolicki kościół pw. św. Stanisława Biskupa z lat 1853–1857 został wybudowany na wzór kościoła św. Katarzyny w Sankt Petersburgu. Wewnątrz znajduje się pomnik Juliusza Słowackiego. Do jego zachowania w czasach sowieckich przyczynili się miejscowi Polacy, przekonując Rosjan, że chodzi tu o upamiętnienie „rewolucyjnego poety”. Kościół był jedyną na Wołyniu świątynią rzymskokatolicką, której władza radziecka nie zamknęła po wojnie[29].
- kościół pw. Wniebowzięcia Matki Bożej, który jako fara został przekazany franciszkanom w początkach XVII w., ufundowała w roku 1538 królowa Bona Sforza. Franciszkanów sprowadził biskup łucki Marcin Szyszkowski. Istniejącą dziś świątynię ufundowali w 1606 książęta Wiśniowieccy i Zbarascy – oni sfinansowali też budowę klasztoru. Kościół znacznie przebudowano i powiększono w połowie XVII w. Wówczas też powstała dzwonnica. W 1832 w ramach represji po upadku powstania listopadowego, klasztor zamknięto, a świątynię przekazano wiernym prawosławnym. Pełni funkcję soboru pw. św. Mikołaja. Należała do Ukraińskiego Kościoła Prawosławnego Patriarchatu Moskiewskiego, zaś 6 grudnia 2023 przeszła do Kościoła Prawosławnego Ukrainy[30].
- żeński monaster Objawienia Pańskiego stoi przy ulicy Szewczenki (do 1939 Szerokiej). Jest on kontynuatorem tradycji prawosławnego klasztoru założonego w 1636, który w XVIII w. został przejęty przez jezuitów, następnie przekazany bazylianom. W 1805[31] Tadeusz Czacki doprowadził do przeniesienia zakonników do budynków osiemnastowiecznego klasztoru reformatów (ufundowany w 1750 przez Stanisława Potockiego, wojewodę poznańskiego), zaś dawny obiekt klasztorny włączył do kompleksu budynków Liceum Krzemienieckiego. Bazylianie działali w Krzemieńcu do 1832, gdy w ramach represji po powstaniu listopadowym decyzją władz carskich budynek został przejęty na katedrę przez Rosyjski Kościół Prawosławny i przebudowany w stylu bizantyjskim. W czasach II Rzeczypospolitej rezydował tutaj prawosławny biskup wołyński[32][33]
- Bliźniaki Krzemienieckie – dwie złączone kamienice z przełomu XVII i XVIII wieku, znajdują się w centralnym punkcie miasta.
- cmentarze
- synagoga

## Sport
W czasach II Rzeczypospolitej w mieście działał klub piłkarski KKS Krzemieniec.

## Znane osoby związane z miastem

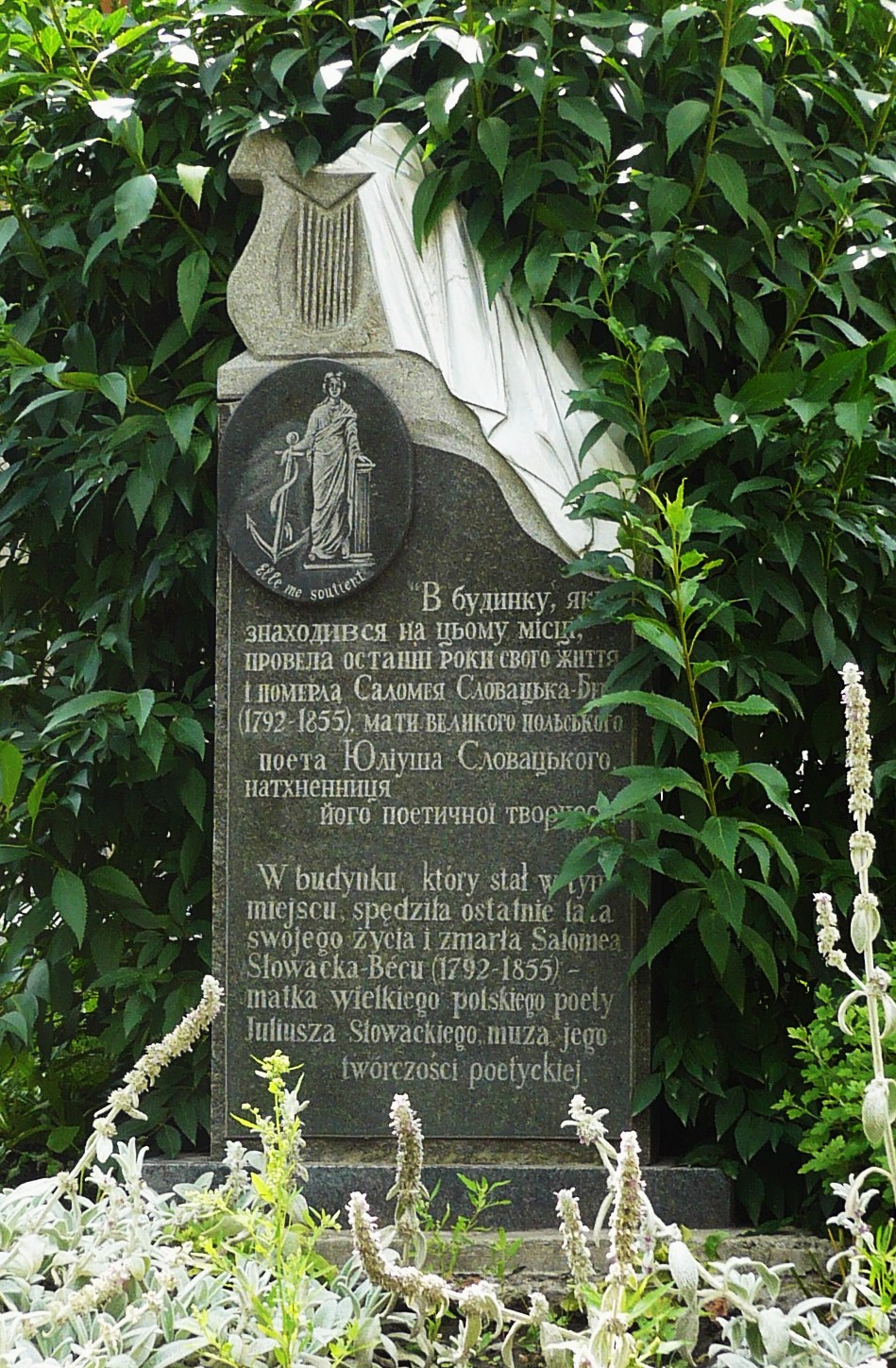
Tablica w miejscu domu Salomei Słowackiej, matki J. Słowackiego

- Józef Antoni Beaupré – polski lekarz i działacz patriotyczny, wychowanek tutejszego Liceum i długoletni obywatel miasta Krzemieniec
- Willibald Besser – polski botanik i florysta pochodzenia niemieckiego, badacz flory Galicji Wschodniej
- Tadeusz Czacki – polski działacz oświatowy i gospodarczy, członek KEN, współtwórca Konstytucji 3 Maja, gł. organizator Liceum Krzemienieckiego
- Józef Czech – polski matematyk, pedagog, po utworzeniu liceum w Krzemieńcu został jego pierwszym dyrektorem
- Józef Czech – polski księgarz i drukarz
- Aleksander Czekanowski – polski podróżnik i geolog, związany szczególnie z badaniem odległych terenów Syberii
- Witold Czeczott-Danilewicz – polski architekt, projektant gmachu sądu powiatowego w Krzemieńcu
- Joanna Duda-Gwiazda – polska działaczka opozycji demokratycznej, żona Andrzeja Gwiazdy, urodzona w Krzemieńcu
- Paweł Giżycki – polski architekt baroku, malarz, dekorator, jezuita
- Ludwik Gronowski – polski fotograf i pedagog, wykładowca Liceum Krzemienieckiego
- Mikołaj Jełowicki – polski pisarz, dziennikarz, kapitan jazdy wołyńskiej w powstaniu listopadowym
- Mark Kac – polski i amerykański matematyk żydowskiego pochodzenia, przedstawiciel lwowskiej szkoły matematycznej
- Hugo Kołłątaj – polski bp, polityk, publicysta, geograf, podkanclerzy koronny od 1791, współtwórca Liceum Krzemienieckiego
- Emil Krcha – polski malarz, organizator Rysunkowego Ogniska Wakacyjnego w Krzemieńcu
- Andrzej Kuczek – podpułkownik kawalerii Wojska Polskiego, dowódca 12 Pułku Ułanów Podolskich, ofiara zbrodni katyńskiej.
- Jerzy Litwiniuk – polski poeta i tłumacz z obcych języków, urodził się w Krzemieńcu
- Czesław Malec – polski koszykarz, reprezentant kraju, olimpijczyk
- Wiktor Morozow – ukraiński piosenkarz, kompozytor, tłumacz
- Ołeksandr Osecki – generał major Armii Imperium Rosyjskiego, generał chorąży armii Ukraińskiej Republiki Ludowej
- Michał Podczaszyński – polski dziennikarz i krytyk literacki
- Bronisław Rakowski – generał brygady Wojska Polskiego, dowódca 12 Pułku Ułanów Podolskich
- Zygmunt Rumel – polski poeta, publicysta prasy krzemienieckiej, komendant VIII Okręgu Wołyń BCh, oficer AK, zamordowany przez UPA 10.07.1943
- Irena Sandecka – polska poetka, nauczycielka, pracownik naukowy Liceum Krzemienieckiego, działaczka społeczna i katolicka, od 1942 mieszkająca i działająca w Krzemieńcu
- Joseph Saunders – angielski rytownik z Londynu, profesor historii sztuki, publicysta. Pochowany na cmentarzu oo. Bazylianów w Krzemieńcu.
- Stanisław Sheybal – polski fotograf, od końca lat 20. XX w. nauczyciel rysunku Liceum Krzemienieckiego, stworzył i prowadził tam szkolną pracownię fotograficzną
- Juliusz Słowacki – polski dramaturg i epistolograf, jeden z najwybitniejszych poetów polskich doby romantyzmu, urodził się w Krzemieńcu
- Salomea Słowacka – matka J. Słowackiego, adresatka lirycznych listów syna. Jej empirowy nagrobek znajduje się na miejscowym Cmentarzu Tunickim
- Władysław Spałek – pułkownik saperów Wojska Polskiego II Rzeczypospolitej i Polskich Sił Zbrojnych.
- Stanisław Srzednicki – polski instruktor harcerski, współorganizator młodzieżowej organizacji „Orlęta” w Warszawie, porucznik
- Kazimierz Urbanik – polski matematyk, rektor Uniwersytetu Wrocławskiego, profesor.
- Aleksander Wicherski – polski kompozytor, krytyk muzyczny, malarz i poeta, z zawodu adwokat
- Wasyl Żdankin – ukraiński piosenkarz, zdobył Grand Prix na festiwalu piosenki ukraińskiej „Czerwona Ruta”.

### Sprawiedliwi wśród Narodów Świata(ratujący Żydów w Krzemieńcu)
Nazwiska na polskiej liście Sprawiedliwych:
- Maria Dec-Desset[34]
- Teodor Gnatiuk[35]
- Galina Soroczyńska z d. Wałochow (Rosjanka)[36]
- Aleksandra Tarasowa[37]

## Miasta partnerskie
- Świątniki Górne
- Konstancin-Jeziorna